# 和谐1B型电力机车
和谐1B型电力机车（HXD1B）是中国铁路的電力機車车型之一，由西门子公司和南车株洲电力机车有限公司联合研制，是在HXD1型电力机车设计制造技术平台的基础上，为满足中国铁路重载货运需要而研发的大功率交流传动干线货运用六轴电力机车，持续功率为9600千瓦，最高运行速度为120公里/小时。

## 发展历史

### 背景
2004年，中华人民共和国国务院常务会议通过了《中长期铁路网规划》，并对研究通过的铁路机车车辆装备现代化实施方案明确指出，“加快我国铁路运输装备现代化，要按照引进先进技术、联合设计生产、打造中国品牌的总体要求”。根据国务院确立的上述方针，国家发改委与中华人民共和国铁道部于2004年7月联合下达了《大功率交流传动电力机车技术引进与国产化实施方案》，正式开始了新型交流传动电力机车的采购过程。2004年12月，德国西门子交通技术集团和南车株洲电力机车有限公司获得了180台HXD1型双节八轴9600千瓦大功率交流传动电力机车的订单。

### 研制

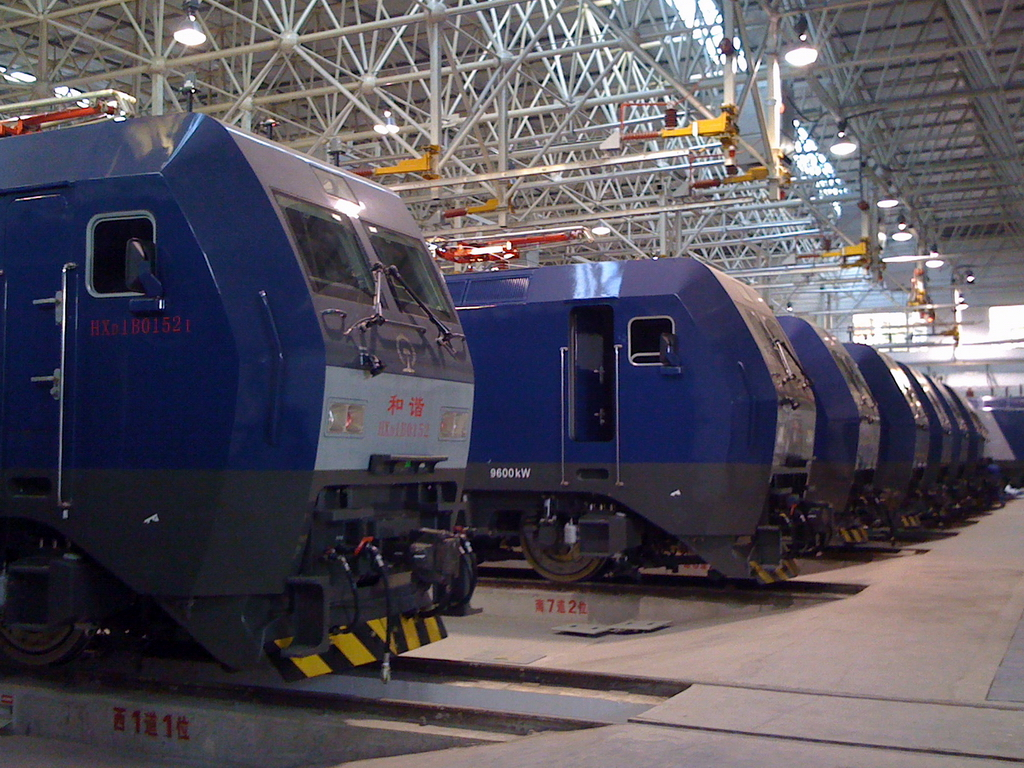
南车株机厂内已完成组装的HXD1B型机车

为解决中国铁路运输运能问题、实现中国铁路干线货运重载、快捷运输的目标，中国铁道部于2006年6月制定了六轴9600千瓦大功率交流传动电力机车的技术方案并确定了项目执行模式。经过一年多的技术谈判，2007年8月18日，中国铁道部与南车株洲电力机车有限公司和西门子交通技术集团在长沙签署了1200台和谐型大功率交流传动六轴9600千瓦货运电力机车采购意向书，总额近300亿元人民币，并正式签订了其中500台的购销合同，新机车被定型为HXD1B型，其中“HX”是“和谐”的汉语拼音首字母缩写、“D”代表电力机车、“1”代表株洲电力机车公司的生产厂商代号，通称为“和谐”1B型电力机车。根据合同规定，该型货运机车由南车株洲电力机车有限公司负责进行整车设计，而牵引系统的项目设计工作以及主要牵引系统部件的生产，将由位于德国的西门子爱尔兰根及纽伦堡工厂进行，并向中国国内厂家提供相应核心部件的技术转让以实现国产化，整台机车将在中国湖南的株洲电力机车有限公司组装生产。
HXD1B型电力机车是在HXD1型电力机车设计制造技术平台的基础上，为满足中国铁路重载货运需要而研发的大功率交流传动干线货运用六轴电力机车。机车轴式Co-Co，轴重25吨，车体外观设计参照了西门子为丹麦国铁提供的EG 3100型电力机车；牵引系统采用交—直—交流电传动、水冷IGBT牵引逆变器、变频异步牵引电动机、“SIBAS 32”微机控制系统，单轴功率1600千瓦，额定总功率为9600千瓦，能够在平原地区单机牵引5500～6000吨货物列车，最高运行速度为120公里/小时，具有持续牵引功率高、粘着利用高、最大恒功速度高、环境适用温度范围广等优点。在研制过程中，南车株机与中南大学、湖南大学、西南交通大学等高等院校以及和株洲南车时代电气股份有限公司、中国铁道科学研究院等研究院所进行广泛的技术合作，并引进了六轴大功率电力机车的系统集成及配套、大容量牵引变压器、大功率牵引电动机、牵引变流器、三轴转向架、重载车体设计以及电空制动系统等核心技术。
2009年1月16日，首台HXD1B型电力机车在株洲厂下线。机车出厂后被送往中国铁道科学研究院北京环形铁道试验基地进行型式试验和综合性能试验；同年4月，HXD1B型机车先后在太原铁路局管内同蒲铁路湖东到原平区间、北京铁路局管内京哈铁路双桥到丰润区间成功通过5000吨模拟载重试验；同年5月，HXD1B型0002号机车在北京铁路局管内京哈铁路进行了动力学性能试验，最高试验速度达到132公里/小时。

### 运用
首批5台HXD1B型电力机车于2009年7月1日交付武汉铁路局江岸机务段运用，担当京广铁路武汉北至郑州北区间的重载货物列车牵引任务。2009年9月30日，南昌铁路局向塘机务段开始配属HXD1B型电力机车，担当京九铁路向塘西至阜阳北区间的重载货物列车牵引任务。2010年10月，郑州铁路局郑州机务段也开始配属HXD1B型电力机车，担当陇海铁路郑州北至徐州北区间的重载货物列车牵引任务。
2012年8月，南车株洲电力机车有限公司与上海铁路局签订了150台HXD1B型电力机车的销售合同，总金额约33.5亿元人民币。上海局内的HXD1B型机车集中配属至杭州机辆段。

## 技术特点

### 总体结构
HXD1B型电力机车是六轴大功率干线货运用电力机车，车体采用整体承载结构及模块化设计，两端各设有一个司机室，司机可在任何一端司机室对机车进行控制；车内设备采用两侧屏柜化斜对称布置，并设中间贯通走廊。每台机车车顶设有两台由株洲九方电器设备有限公司制造的TSG15B型单臂式受电弓，其他车顶外置设备包括真空断路器、接地开关、避雷器、高压连接器等高压设备。牵引变压器采用卧式悬挂结构，与蓄电池、总风缸一同吊装于车底中部。机车采用车体独立通风方式，从侧墙上部进风百叶窗吸入冷风，向发热部件冷却后从车底排出，并维持机械间呈微正压，改善机车防尘效果及防寒性能。机车轴式为Co-Co，持续功率为9600千瓦；机车轴重为25吨。

### 电气系统
HXD1B型机车是交—直—交流电传动的单相工频交流电力机车，其主电路由主变压器、牵引变流器、牵引电机三部分构成。接触网导线上的25千伏单相工频交流电电流，经受电弓、主断路器进入机车后输入到主变压器，随后主变压器的牵引绕组将降压后的交流电输入到主变流器。经过降压的交流电通过四象限脉冲整流器、中间直流回路和牵引逆变器，被转换成三相交流电输出至牵引电机。每组牵引逆变器向一台牵引电机供电，实现机车的轴控驱动，使牵引电动机产生转矩，将电能转变为机械能，经过齿轮的传递驱动轮对。
机车采用了西门子公司研制、株洲西门子牵引设备有限公司代工生产的牵引变流柜，其型式记号为 SIBAC E34-3000-1AC-4S3P-3ST-1STm，变流柜中的四象限整流器和PWM逆变器均由相同的水冷IGBT变流模块（6500V/600A）组成。
机车的牵引电机为鼠笼式三相异步电动机（西门子公司原设计 1TB2822-0SF02 或中車株洲電機制 YQ-1633），额定功率1633千瓦，冷却方式为强迫通风，控制方式为直接转矩控制（DTC）。
机车的牵引变流柜采用集成结构，每台变流柜内含两套主变流器，每套主变流器包含两组四象限脉冲整流器和一组电压为3700伏的中间直流回路，直流回路的四个输出端分别连接三个牵引逆变器和一个辅助逆变器。
每节机车采用两个IGBT辅助逆变器（分别连接至两套主变流器）供应三相交流电源。正常情况下：其中一个为恒频恒压变流器（CVCF），为牵引电动机通风机和油水冷却塔风机供电；另一个为变频变压变流器（VVVF），向水泵、油泵、蓄电池充电机等设备供电。
HXD1B的磁勵音與同屬第三代「歐洲短跑手」機車的ES64U4及HXD1相似，在起動和煞車時會發出類似防空警報的磁勵音。

### 控制系统
HXD1B型电力机车装载了西门子公司开发的“SIBAS 32”微机控制系统和列车通信网络（TCN），并安装了克诺尔公司的“CCB II”微机控制电空制动系统。“SIBAS 32”系统采用集散控制模式，由中央控制单元（CCU）、牵引控制单元（TCU）、辅助控制单元（ACU）、液晶显示屏（HMI）和外设智能接口（KLIP）构成，并采用两级网络控制系统进行数据通信，由绞线列车总线（WTB）和多功能车辆总线（MVB）两级网络构成，使机车控制系统具有控制、监测、传输、故障诊断、显示和存储功能；主逆变器由TCU控制，CCU负责对机车进行全面管理，机车内所有电子控制装置、显示器等都通过MVB相连，两台或以上重联机车之间的通讯则通过WTB实现。

### 转向架
机车走行部为两台完全相同的ZED120-Co型三轴转向架，转向架构架采用钢板焊成箱形结构的“目”字型构架，轮对轴箱采用单拉杆定位；一系悬挂采用螺旋弹簧配垂向油压减震器；二系悬挂为高挠螺旋圆弹簧及橡胶垫，配横向油压减振器。牵引力或制动力通过中间低位推挽式双斜拉杆牵引装置传递。牵引电动机采用滚动轴承抱轴式半悬挂、单边刚性斜齿传动。基础制动装置为轮盘制动，停放制动装置为单元制动器。